# 拉文大學

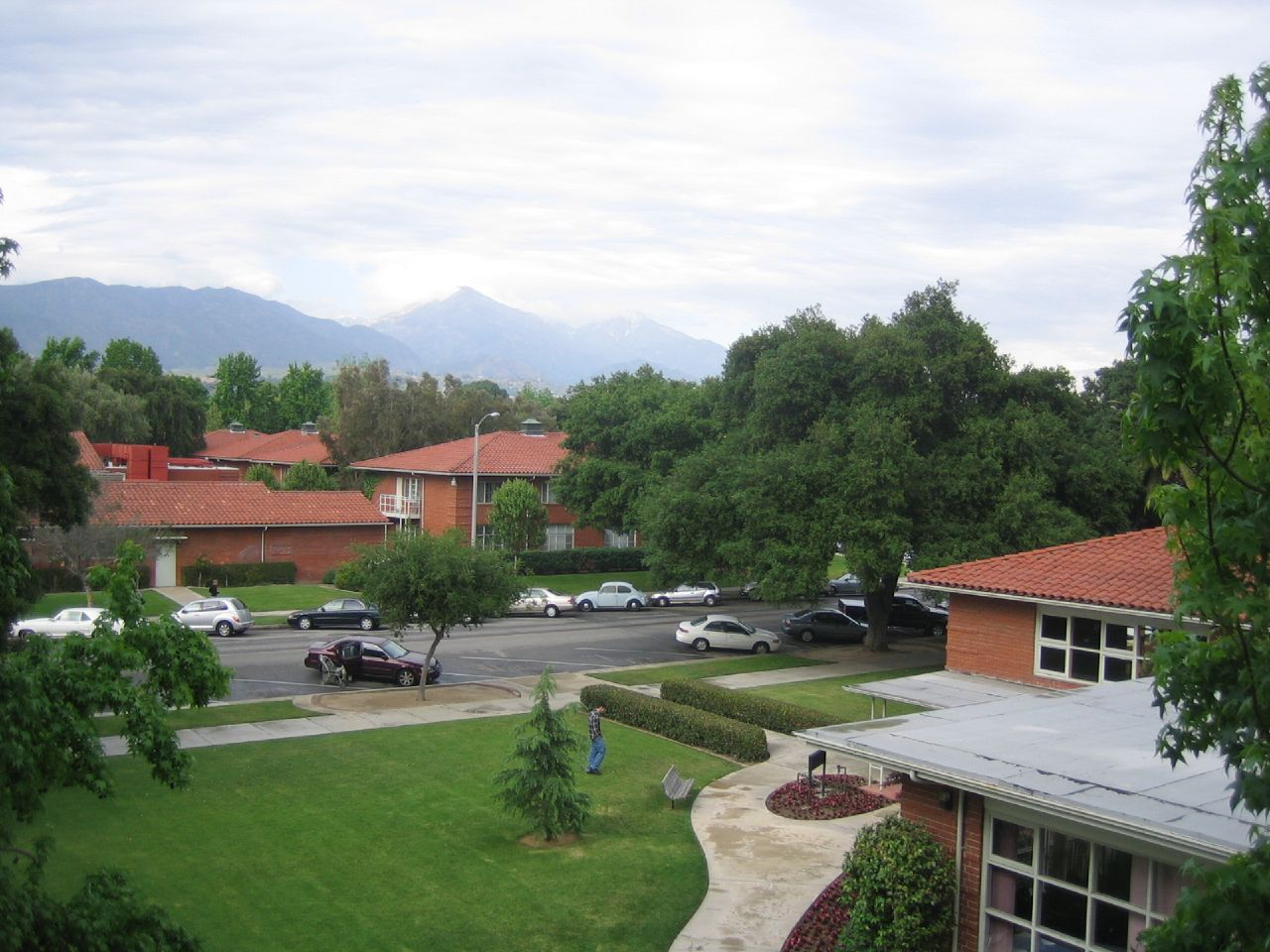
位於拉汶第三街（Third Street）的主校區

拉汶大學（University of La Verne）是位於美國加利福尼亞州拉文的一所私立大學，距離洛杉磯不遠。該大學由基督教友爱会成立於1891年，當時叫做洛茲堡學院（Lordsburg College），1965年授予第一個研究生學位，1979年授予第一個博士學位。 拉汶大學在2020年《美國新聞與世界報導》 “全國大學排名”中位列第132位，在2020年《美國新聞與世界報導》“畢業生向上流動力”（Social Mobility）中位列全美第4。

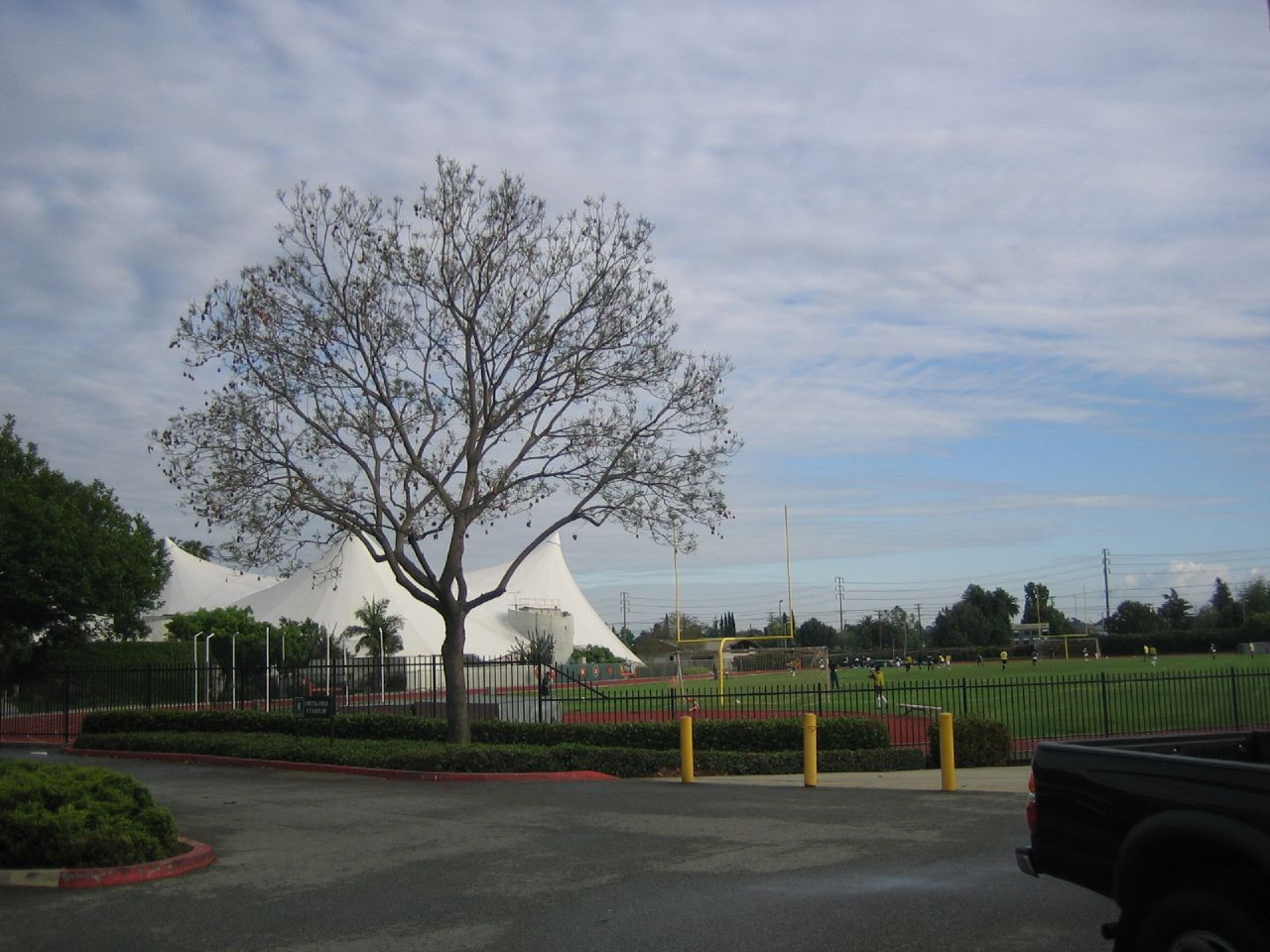
Ortmayer的體育天篷與足球場

## 外部連結
- University of La Verne （页面存档备份，存于）
- University of La Verne Athletics （页面存档备份，存于）

34°06′05″N 117°46′15″W / 34.10129°N 117.77095°W